# Cox Peaks
Die Cox Peaks sind eine Reihe von Berggipfeln auf einem Gebirgskamm in der antarktischen Ross Dependency. Sie ragen 8 km südöstlich des Mount Crockett im östlichen Teil der Hays Mountains des Königin-Maud-Gebirges auf und enden am Scott-Gletscher.
Der United States Geological Survey (USGS) kartierte sie anhand eigener Vermessungen und Luftaufnahmen der United States Navy aus den Jahren von 1960 bis 1964. Das Advisory Committee on Antarctic Names benannte sie 1967 nach Allan V. Cox, Geologe des USGS auf der McMurdo-Station von 1965 bis 1966.